# Dorfkirche Lichterfelde (Niederer Fläming)

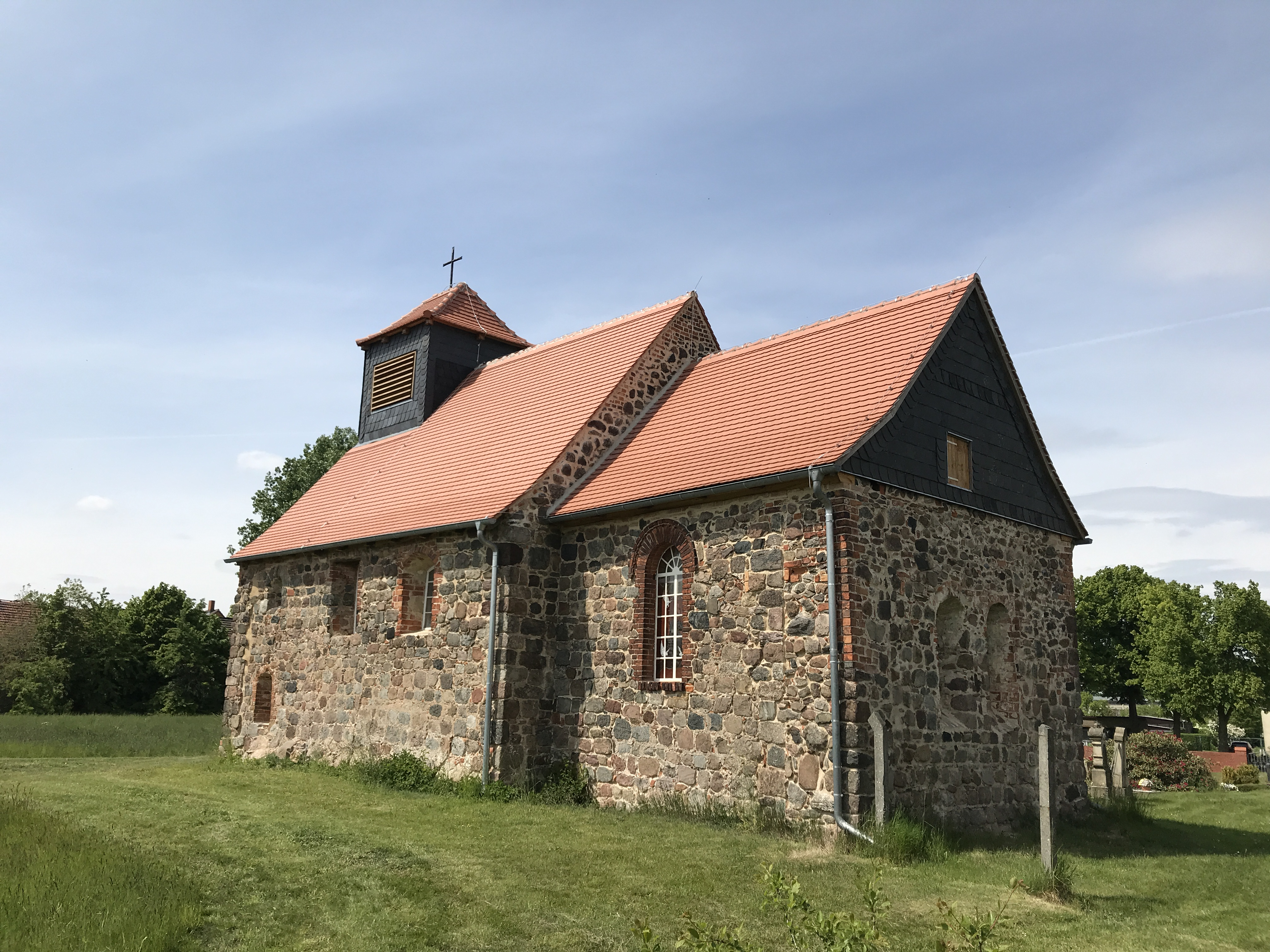
Dorfkirche Lichterfelde

Die evangelische Dorfkirche Lichterfelde ist eine Feldsteinkirche aus dem 13. Jahrhundert in Lichterfelde, einem Ortsteil der Gemeinde Niederer Fläming im Landkreis Teltow-Fläming im Land Brandenburg. Die Kirchengemeinde gehört zum Kirchenkreis Zossen-Fläming der Evangelischen Kirche Berlin-Brandenburg-schlesische Oberlausitz.

## Lage
Die Landstraße 715 führt als Lichterfelde (ehemals Dorfstraße) in West-Ost-Richtung durch den Ort. Im Dorfzentrum steht die Kirche südlich dieser Verbindung auf einem Grundstück mit einem Kirchfriedhof, der mit einer Mauer aus unbehauenen und nicht lagig geschichteten Feldsteinen eingefriedet ist. Die Anschrift der Kirche ist Lichterfelde 10, 14913 Niederer Fläming.

## Geschichte
Das Bauwerk entstand in der ersten Hälfte des 13. Jahrhunderts und besaß zu dieser Zeit vermutlich bereits eine Apsis. Diese wurde spätestens 1967 abgebrochen. Zu dieser Zeit wurden die westliche Giebelwand sowie die Turmwand erneuert. Im 19. Jahrhundert wurden die Fenster „barock“ vergrößert; zu einem späteren Zeitpunkt der Dachturm erneuert. Im Jahr 2009 gründete sich ein Förderverein, der sich seit dieser Zeit für den Erhalt und die Sanierung des Bauwerks einsetzt.

## Baubeschreibung

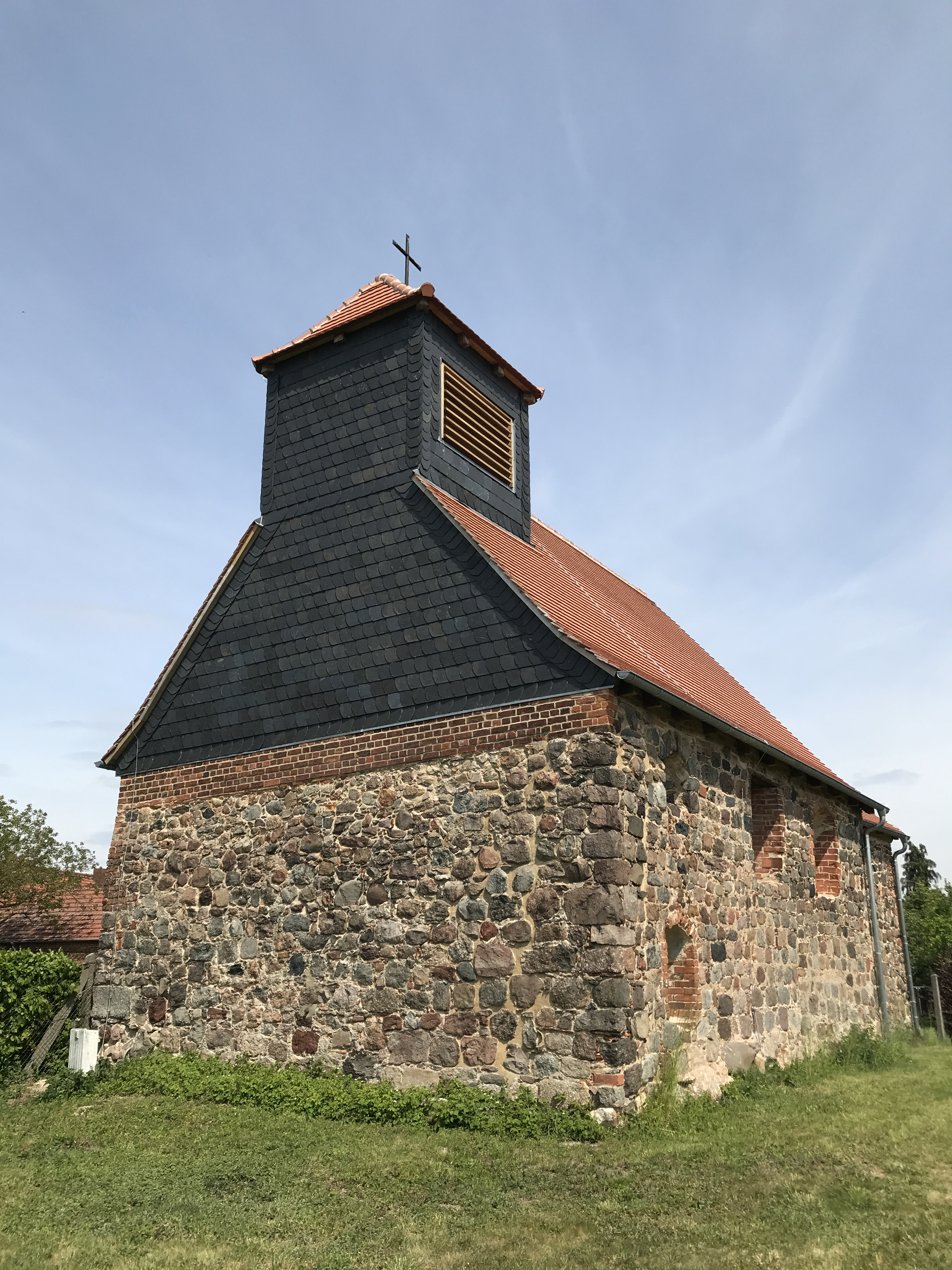
Ansicht von Südwesten

Das Bauwerk entstand im Wesentlichen aus Feldsteinen, die wenig behauen und teilweise lagig geschichtet wurden. Bei Ausbesserungsarbeiten kamen meist rötliche Ziegel zum Einsatz. Der Chor ist gerade und eingezogen. Am Chorschluss sind zwei kleine Rundbogenfenster; der darüberliegende Giebel wurde in Fachwerk ausgeführt und anschließend mit Schiefer verkleidet. Dort ist leicht nach Süden hin versetzt eine hölzerne Tür. An der Nord- und Südseite des Chors ist je ein großes Rundbogenfenster, deren Laibung mit Mauersteinen eingefasst sind. Der östliche Teil des Mauerwerks ist auffallend ungleichmäßiger ausgeführt als der westliche. Es ist daher denkbar, dass sich zu einer früheren Zeit an beiden Seiten je zwei schmale Fenster befunden haben. An der Nordseite ist zusätzlich im westlichen Bereich eine zugesetzte Priesterpforte, die aus der Bauzeit stammen könnte.
Das Kirchenschiff hat ebenfalls einen rechteckigen Grundriss. An der Nordseite des Langhauses ist ein im westlichen Bereich rundbogenförmiges Portal, gefolgt von einem großen sowie einem etwas kleineren Rundbogenfenster. Westlich ist ein hochgesetztes und kleines Fenster, das ebenfalls aus der Bauzeit stammen könnte. An der Südseite ist im östlichen Bereich ein kleines segmentbogenförmiges Fenster, gefolgt von einem rechteckigen Fenster etwa in der Mitte des Langhauses. Beide werden durch zwei kleinere, übereinander angeordnete Fenster im westlichen Bereich ergänzt.
Chor und Schiff tragen ein schlichtes Satteldach. Im westlichen Teil erhebt sich ein kleiner Kirchturm mit einem quadratischen Grundriss. Er trägt ein ebenfalls schlichtes Walmdach mit einem Kreuz. Die Westseite des Schiffs ist fensterlos; der Giebel sowie der Turm mit Schiefer verkleidet.
Die Sanierung der Kirche wurde 2022 abgeschlossen. 

## Ausstattung

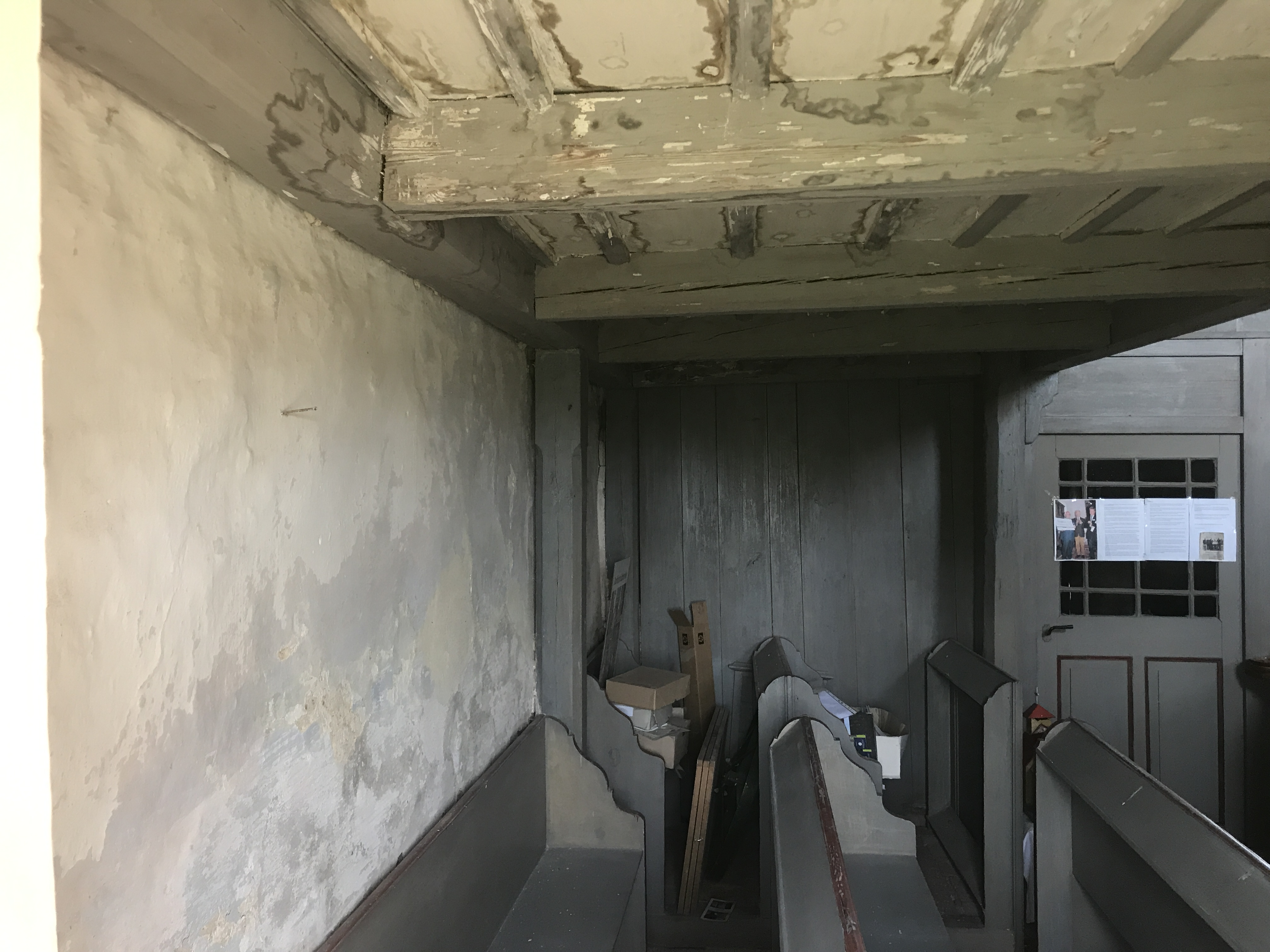
Blick ins Kirchenschiff

Die Kirchenausstattung stammt aus der ersten Hälfte des 19. Jahrhunderts. Das Bauwerk ist im Innern flach gedeckt. Im Turm hängt eine mittelalterliche Glocke. Seit 2016 hängt in der Kirche ein eigens für die Kirche angefertigter Taufengel. Der Kirchenführer des Kirchenkreises Zossen-Fläming vermutet, dass es der jüngste Taufengel in Brandenburg sein dürfte.